# تشلادنا
تشلادنا (به چکی: Čeladná) یک منطقهٔ مسکونی در جمهوری چک است که در ناحیه فریدک-میستک واقع شده‌است. تشلادنا ۲٬۲۲۹ نفر جمعیت دارد.